# Белоглинское сельское поселение
Белоглинское сельское поселение — муниципальное образование в Белоглинском районе Краснодарского края России.
В рамках административно-территориального устройства Краснодарского края ему соответствует Белоглинский сельский округ.
Административный центр и единственный населённый пункт — село Белая Глина.
До 2006 года существовал  посёлок железнодорожного разъезда Меклета, упразднённый Постановлением Заксобрания Краснодарского края от 25 октября 2006 года № 2588-П

## Население
| 2010    | 2012    | 2013    | 2014    | 2015    | 2016    | 2017    |
| ------- | ------- | ------- | ------- | ------- | ------- | ------- |
| 17 320  | ↘17 175 | ↘17 008 | ↘16 897 | ↘16 865 | ↘16 813 | ↗16 901 |
| 2018    | 2019    | 2020    | 2021    | 2023    |         |         |
| ↘16 870 | ↘16 838 | ↘16 798 | ↗17 470 | ↘17 172 |         |         |